# Desmia decemmaculalis
Desmia decemmaculalis là một loài bướm đêm trong họ Crambidae.